# Альт
Альт (фр. alto, от лат. altus «высокий») — смычковый музыкальный инструмент с 4-мя струнами, настроенными по квинтам: Cм Gм D1 A1. По высоте звучания занимает промежуточное положение между высокой скрипкой и более низкой виолончелью.

## История
Альт считается самым ранним из ныне существующих смычковых инструментов. Время его появления относят к рубежу XV―XVI веков. Альт был первым инструментом, имевшим именно ту форму, которую мы привыкли видеть.
Родоначальником альта считается виола да браччо (итал. viola da braccio, буквально «виола для руки»). Эта виола, как и нынешние скрипки и альты, держалась на левом плече, в отличие от виола да гамба (итал. viola da gamba), которые держались на колене или между колен. Со временем итальянское название инструмента сократилось до просто viola, под которым он вошёл, например, в английский язык, или до Bratsche (искажённое braccio), закрепившееся в немецком и сходных с ним языках.
Конструкция современного альта почти не отличается от скрипичной, за исключением размеров. У альта нет разделения по размерам, как у скрипки, размер альта измеряется миллиметрами. Существуют альты от 390 мм до 425 мм. Выбор размера инструмента зависит от длины рук исполнителя.
Из всего скрипичного семейства альт был наиболее близок к виолам по размерам и по звучанию, поэтому он быстро вошёл в состав оркестра в качестве среднего голоса и гармонично влился в него. Таким образом, альт явился своего рода мостом между уходящим семейством виол и зарождавшимися скрипичными инструментами.

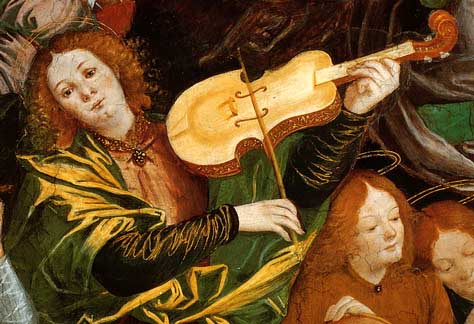
Виола да браччо. 1535
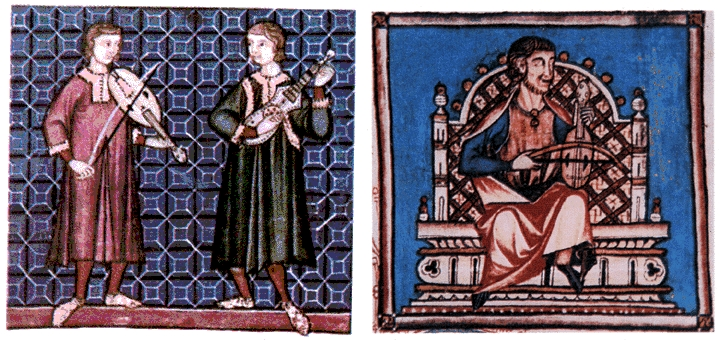
Две миниатюры из Las Cantigas de Santa Maria (XIII c.), иллюстрирующие два способа игры на смычковых: слева da braccio, справа — da gamba
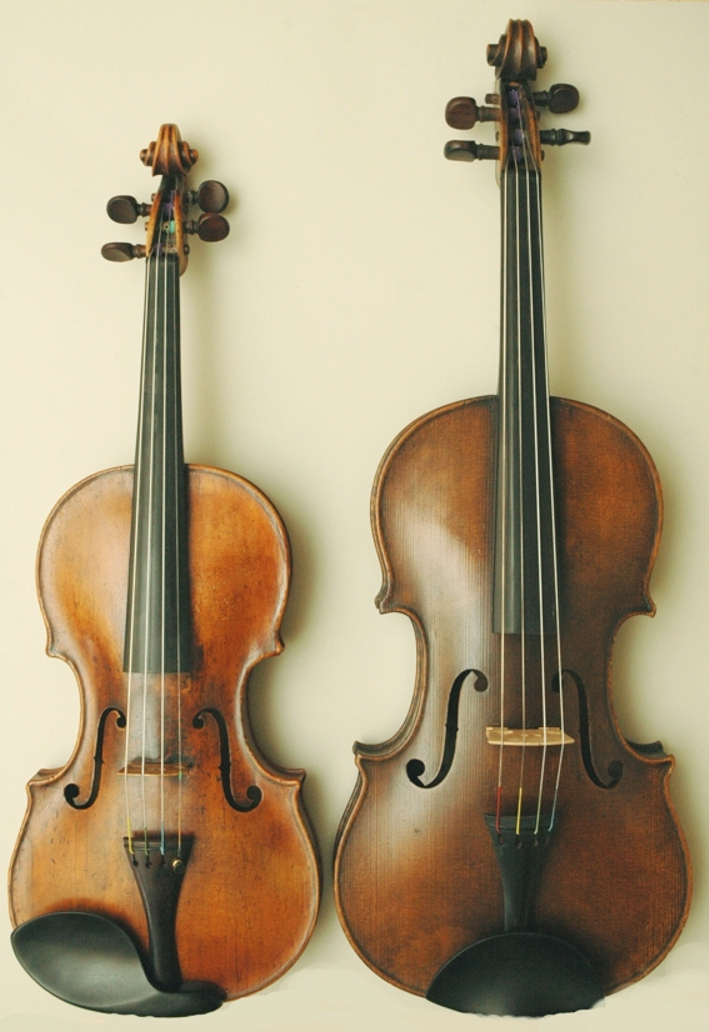
Скрипка и альт

## Описание
Приёмы игры на альте немного отличаются от приёмов игры на скрипке способом звукоизвлечения и техникой, связанной с большими расстояниями для пальцев левой руки. Тембр альта ― менее яркий, чем скрипичный, но густой, матовый, бархатистый в нижнем регистре, несколько гнусавый в верхнем. Такой тембр альта — следствие того, что размеры его корпуса («резонаторного ящика») не соответствуют его строю: при оптимальной длине 46―47 сантиметров (такие альты изготовлялись старыми мастерами итальянских школ) современный инструмент имеет длину от 38 до 43 сантиметров. На альтах большего размера, приближающихся к классическим, играют в основном сольные исполнители, обладающие более сильными руками и разработанной техникой.
Очень важной сферой применения альта остаётся камерная и симфоническая музыка. В связи с этим необходимо укреплять специальное альтовое образование на всех ступенях, начиная с детской музыкальной школы. Это связано с усложнением в современной музыке партий альта в симфоническом и струнном оркестрах, где им поручаются, как правило, средние голоса, но также и сольные эпизоды. Альт — обязательный участник струнного квартета, часто используется в других камерных составах, таких как струнное трио, фортепианный квартет, фортепианный квинтет и др.
Традиционно альтистами не становились с детства, начиная играть на этом инструменте в более зрелом возрасте (в конце музыкальной школы, при поступлении в училище или консерваторию). На альт переходят скрипачи крупного телосложения с большими руками и широкой вибрацией. Однако не только физические качества важны для таланта альтиста, но, прежде всего, способность к выразительному звучанию и хорошая приспособляемость к более крупному размеру инструмента.

## Произведения для альта

### С оркестром
- Никколо Паганини Соната для большого альта с камерным оркестром
- Г. Берлиоз. Концертная симфония для альта с оркестром «Гарольд в Италии»
- Концерт для альта с оркестром Б. Бартока
- Концерт для альта с оркестром Der Schwanendreher[англ.] П.Хиндемита
- Концерт для альта с оркестром Уильяма Уолтона
- Концерт для альта с оркестром Э. Денисова
- Концерт для альта с оркестром А. Шнитке
- Концерт для альта с оркестром (G-dur) Г. Ф. Телемана
- А. И. Головин. Концерт-симфония для альта и виолончели с оркестром (Симфония № 1)
- И. С. Бах. Шестой бранденбургский концерт для двух солирующих альтов с камерным оркестром
- В. А. Моцарт. Концертная симфония для альта и скрипки с оркестром
- Анри Казадезюс. Концерт до-минор в стиле И.К.Баха для альта с камерным оркестром
- Анри Казадезюс. Концерт h-moll в стиле Генделя
- Анри Казадезюс. Концерт для альта D-dur в стиле К. Ф. Э. Баха

### С клавиром
- Сонаты для альта и клавира BWV 1027—1029 И. С. Баха
- Неоконченная соната для альта и фортепиано М. И. Глинки (найдена и отредактирована В. В. Борисовским)
- Соната для альта и фортепиано Анри Вьетана
- Соната для альта и фортепиано Д. Д. Шостаковича
- 2 сонаты для альта (кларнета) и фортепиано Брамса
- Сказочные картины[англ.] для альта и фортепиано Шумана
- Сонаты для альта и фортепиано Николая Рославца
- Соната для альта А. Хованесса
- Соната для альта Р. Кларк
- Г. Зитт. Тарантелла
- Фридрих Бах. Соната G-dur для фортепиано, альта и скрипки

### Соло
- Сюиты для альта соло Макса Регера
- Соната для альта соло Моисея Вайнберга
- Соната для альта соло Эрнста Кшенека
- Сонаты для альта соло Пауля Хиндемита
- Соната для альта Арама Хачатуряна
- «Ночной ветер» для альта и электроники Кайи Саариахо (2006)
- Бартоломео Кампаниоли. 41 каприс для альта оп.22

### Соло в оркестре
- Балет «Жизель» Адольфа Адана
- Балет «Коппелия» Лео Делиба
- Симфоническая поэма «Дон Кихот» Рихарда Штрауса
- Балет «Бахчисарайский фонтан» Бориса Асафьева
- Балет «Жар-птица» Игоря Стравинского
- Каприччио для фортепиано с оркестром Игоря Стравинского